# Parrisia
Parrisia, rod pravih paprati (papratnice) iz potporodice Grammitidoideae,. dio porodice Polypodiaceae, red Polypodiales. Sastoji se od jedne američke i jedne afričke vrste.
Tipična vrsta je Parrisia parietina (Klotzsch) Shalisko & Sundue. Rod je opisan u Phytotaxa 394(3): 187–188. 2019.. Kew ovaj rod vodi kao sinonim za Grammitis.

## Vrste
1. Parrisia parietina (Klotzsch) Shalisko & Sundue;
2. Parrisia gilpiniae (Hook.) Shalisko & Sundue

## Sinonimi
Nema.